# 555 California Street
555 California Street är en 52 våningar hög skyskrapa i San Francisco i Kalifornien. Byggnaden är med sina 237 meter stadens näst högsta byggnad, och den 75 högsta i USA. Byggnaden används som kontor, och färdigställdes 1969. Den är byggd i en modernistisk stil. Byggnaden var ursprungligen huvudkvarter för Bank of America, och hade namnet Bank of America Center.
Sedan mars 2007 är Donald Trump en av byggnadens delägare.